# Living room Matsunaga-san
Living-room Matsunaga-san (リビングの松永さん?, Ribingu no Matsunaga-san) è un manga scritto e disegnato da Keiko Iwashita. È stato serializzato sulla rivista Dessert di Kōdansha da dicembre 2016 a giugno 2021.
In Italia la serie è stata pubblicata da Star Comics dal 26 maggio 2021 al 22 febbraio 2023.

## Manga
La serie, scritta e illustrata da Keiko Iwashita, è stata serializzata sulla rivista Dessert dal 24 dicembre 2016 al 24 giugno 2021. I capitoli sono stati raccolti in undici volumi in formato tankōbon editi da Kōdansha dal 12 maggio 2017 al 12 agosto 2021.
In Italia il manga è stato annunciato da Star Comics in occasione del Lucca Comics & Games 2020, per poi pubblicarlo dal 26 maggio 2021 al 22 febbraio 2023 nella collana Amici.

### Volumi
| Nº | Data di prima pubblicazione | Data di prima pubblicazione | Data di prima pubblicazione | Data di prima pubblicazione                                                 |
| Nº | Giapponese                  | Giapponese                  | Italiano                    | Italiano                                                                    |
| -- | --------------------------- | --------------------------- | --------------------------- | --------------------------------------------------------------------------- |
| 1  | 12 maggio 2017              | ISBN 978-4-06-365909-2      | 26 maggio 2021              | ISBN 978-88-226-2340-9                                                      |
| 2  | 13 ottobre 2017             | ISBN 978-4-06-365932-0      | 23 giugno 2021              | ISBN 978-88-226-2342-3                                                      |
| 3  | 13 febbraio 2018            | ISBN 978-4-06-510913-7      | 25 agosto 2021              | ISBN 978-88-226-2426-0                                                      |
| 4  | 13 giugno 2018              | ISBN 978-4-06-511669-2      | 27 ottobre 2021             | ISBN 978-88-226-2588-5                                                      |
| 5  | 13 novembre 2018            | ISBN 978-4-06-513576-1      | 22 dicembre 2021            | ISBN 978-88-226-2826-8                                                      |
| 6  | 13 maggio 2019              | ISBN 978-4-06-515515-8      | 23 febbraio 2022            | ISBN 978-88-226-2968-5                                                      |
| 7  | 13 novembre 2019            | ISBN 978-4-06-517611-5      | 20 aprile 2022              | ISBN 978-88-226-3075-9                                                      |
| 8  | 13 aprile 2020              | ISBN 978-4-06-519416-4      | 22 giugno 2022              | ISBN 978-88-226-3265-4                                                      |
| 9  | 13 ottobre 2020             | ISBN 978-4-06-520973-8      | 24 agosto 2022              | ISBN 978-88-226-3367-5                                                      |
| 10 | 12 marzo 2021               | ISBN 978-4-06-522632-2      | 23 novembre 2022            | ISBN 978-88-226-3627-0                                                      |
| 11 | 12 agosto 2021              | ISBN 978-4-06-524688-7      | 22 febbraio 2023            | ISBN 978-88-226-3815-1 (ed. regolare) ISBN 978-88-226-3845-8 (ed. limitata) |

## Accoglienza
Sarah di Anime UK News ha elogiato la serie, definendo il tratto "disegnato in modo attraente" e la trama una "rappresentazione realistica" di ciò che stava cercando di rappresentare l'autrice. Rebecca Silverman di Anime News Network ha elogiato la serie per la trama e i disegni, mentre ha criticato alcuni dei personaggi. Anche Michelle Smith di Manga Bookshelf ha elogiato i disegni, pur non essendo d'accordo con Silverman sui personaggi, affermando che le piacevano.
La serie ha venduto 2 milioni di copie.